# Brunssummerheide
Brunssummerheide este o arie protejată (arie specială de conservare — SAC, sit de importanță comunitară — SCI) din Țările de Jos întinsă pe o suprafață de 542 ha, integral pe uscat.

## Localizare
Centrul sitului Brunssummerheide este situat la coordonatele 50°55′27″N 5°59′50″E / 50.9243°N 5.9971°E.

## Înființare
Situl Brunssummerheide a fost declarat sit de importanță comunitară în decembrie 1996 pentru a proteja 1 specie de animale. Situl a fost protejat și ca arie specială de conservare în septembrie 2013.

## Biodiversitate
Situată în ecoregiunea atlantică, aria protejată conține 8 habitate naturale: Lacuri și iazuri distrofice naturale, Pajiști umede nord-atlantice cu Erica tetralix, Pajiști uscate europene, Formațiuni ierboase bogate în specii de Nardus, dezvoltate pe substraturi silicioase în zone montane (și în zone submontane, în Europa continentală), Turbării active, Depresiuni pe substraturi de turbă de Rhynchosporion, Păduri de fag acidofile atlantice, cu subarboret de Ilex și, uneori, de asemenea, Taxus, la nivelul arbuștilor (Quercion robori-petraeae sau Ilici-Fagenion), Mlaștini împădurite.
La baza desemnării sitului se află o specie protejată de  amfibieni: triton cu creastă (Triturus cristatus)